# Zygodactylidae
Zygodactylidae — вимерла родина птахів, що існувала протягом олігоцену та міоцену, 23-16 млн років тому в Європі. Скам'янілі рештки представників родини виявлені у Франції та Німеччині. Родину відносять до групи Psittacopasserae, що є предковою групою до папуг та горобцеподібних.

## Класифікація
- Eozygodactylus
- Primoscens
- Primozygodactylus
- Zygodactylus